# Anthene ruwenzoricus
Anthene ruwenzoricus är en fjärilsart som beskrevs av Karl Grünberg 1912. Anthene ruwenzoricus ingår i släktet Anthene och familjen juvelvingar. Inga underarter finns listade i Catalogue of Life.